# 長脇差忠臣蔵
『長脇差忠臣蔵』（ながどすちゅうしんぐら）は、1962年8月12日に大映が配給した、渡辺邦男監督による時代劇映画で、主演は市川雷蔵。
忠臣蔵とタイトルが付いているが、同作は幕末の渡世人を扱っていて、忠臣蔵の人物や逸話とは全く関係なく、幕末の政局に任侠の世界を織り交ぜた映画。

## あらすじ
掛川の次郎吉は、中村半次郎や桂小五郎らと気脈を通じていた。それを次郎吉と縄張りを争う二俣の藤兵衛から知らされた老中の本多備前守、浜松藩主は、いつか次郎吉を亡きものにせんと画策していた。ある日、幕府は将軍上洛を決定し、道中の目障りの家屋は全部壊すよう藤兵衛に命じた。次郎吉は殺され、組の解散が命ぜられた。一大事と掛川一家の大黒柱、堀の内喜三郎が旅から帰ってきたが、次郎吉親分の女房おせきは時節を待つように命じる。
喜三郎は桂小五郎を伴って清水の次郎長親分を訪ねた。半二、佐吉は新三の案内で彼の恋人おみねの父、袋井の太十を訪ねた。一方、浜松藩の城代家老小松平左衛門は、息子の伊織に命じ喜三郎の動向を探らせていた。彼はおのぶという美貌の女刺客に喜三郎の動きを見張らせた。一方、喜三郎は、倒幕軍が行動を起したときが老中を討つ時機と計算していた。
有栖川宮を征東と仰ぐ倒幕軍が出発、それを迎え撃つ浜松藩主力が城から撃って出る。喜三郎一行は、親分の仏前に子分四十数名の戒名を供えると、大親分・大前田英五郎の名を借りて浜松へ殴り込む。

## 配役
- 市川雷蔵 : 堀ノ内喜三郎
- 本郷功次郎 : 有栖川宮
- 勝新太郎 : 前田山英五郎
- 宇津井健 :掛川の次郎吉
- 小林勝彦 : 若駒の半次
- 大瀬康一 : 桂小五郎
- 丹羽又三郎 : 玉稲荷の佐吉
- 林成年 : 六郷の新三
- 友田輝 : 中村半次郎
- 島田正吾 : 清水次郎長
- 藤村志保 : 太十の娘おみね
- 浦路洋子 : おしの
- 阿井美千子 : おしま
- 近藤美恵子 : おのぶ
- 月丘夢路[4] : おせき
- 浅野進治郎 : 板倉伊賀守
- 千葉敏郎 : 源太
- 荒木忍 : 相生の重吉
- 守田学 : 十兵衛
- 杉山昌三九 : 田原の嘉十
- 林寛 : 荒浜の熊五郎
- 市川謹也 : 権次
- 浜田雄史 : 政吉
- 石原須磨男 : 居酒屋の親父
- 原聖四郎 : 遠山信濃守
- 天知茂 : 小松伊織
- 名和宏 : 本多備前守
- 上田吉二郎 : 二俣の藤兵衛
- 石黒達也 : 柄沢の吉兵衛
- 中村鴈治郎 : 袋井の太十

## スタッフ
- 監督 : 渡辺邦男
- 企画 : 浅井昭三郎
- 撮影 : 渡辺孝
- 美術 : 太田誠一
- 音楽 : 福永久広
- 編集 :  宮田味津三
- 脚本 :  八尋不二、渡辺邦男

## 併映作品
- 『かっこいい若者たち』: 弓削太郎監督